# Siegfried Sudhof
Siegfried Sudhof (* 17. August 1927 in Wanne-Eickel, Regierungsbezirk Arnsberg, Provinz Westfalen, Freistaat Preußen; † 25. September 1980 in Florianópolis, Brasilien) war ein deutscher Hochschulprofessor, Literaturwissenschaftler, Germanist und Forscher zur Exilliteratur.

## Leben
Die Schulzeit Siegfried Sudhofs war im Zweiten Weltkrieg von Wehrdienst und Gefangenschaft unterbrochen. 1947 begann er sein Studium der Germanistik und Geschichte in Bamberg, welches ihn dann über Erlangen und Tübingen nach Münster führte. An der Universität Tübingen promovierte er 1952 bei Hermann Schneider mit der Dissertation Die Legende der hl. Katharina von Alexandrien. Er schloss das Studium mit dem Staatsexamen ab, arbeitete kurzzeitig im Schuldienst, widmete sich wieder der wissenschaftlichen Arbeit, wobei er schwerpunktmäßig zum Kreis von Münster forschte. Diese Arbeiten mündeten in seiner Habilitationsschrift Von der Aufklärung zur Romantik. Die Geschichte des Kreises von Münster. 1971 wurde Sudhof zum Professor an der Johann Wolfgang Goethe-Universität Frankfurt am Main berufen. Nach einem Ruf an die Universität Bamberg wechselte er im Wintersemester 1976/77 zum dortigen Lehrstuhl für Neuere deutsche Literaturwissenschaft. Er war Vorsitzender des Arbeitskreises Heinrich Mann und mit Walter Biedermann Gründungsherausgeber der Mitteilungsblätter des Arbeitskreises Heinrich Mann. Während seiner Zeit in Bamberg wurde er auch Mitglied der E.T.A. Hoffmann-Gesellschaft und hatte die Idee für die Vergabe des E.-T.-A.-Hoffmann-Preises der Stadt Bamberg. Im Herbst 1980 unternahm er im Rahmen einer Gastprofessur an der Universidade de São Paulo eine Vortragsreise, während der er in Florianópolis in Brasilien verstarb. Seine Tochter ist die Rechtswissenschaftlerin, Richterin, politische Beamtin und Politikerin (SPD) Margaretha Sudhof.

## Wirkung
Sudhof hat zu den kulturgeschichtlichen Epochen und Bewegungen der Aufklärung, Romantik, dort insbesondere zu Wilhelm Heinrich Wackenroder, Clemens Brentano und Sophie Brentano, der Weimarer Klassik, mit ihrem Viergestirn Johann Wolfgang von Goethe, Friedrich Schiller, Johann Gottfried Herder und Christoph Martin Wieland, sowie zu weiteren Schriftstellerinnen und Schriftstellern wie Annette von Droste-Hülshoff, Theodor Fontane und auch Vertretern der Moderne wie Heinrich Mann geforscht. Einen weiteren Forschungsschwerpunkt bildete die Arbeit zur Exilliteratur.
Er hat im Zusammenhang mit seiner Arbeit an der Frankfurter Brentano-Ausgabe und zur Exilliteratur umfangreiche Korrespondenz mit Personen wie der österreichischen Schriftstellerin Ilse Aichinger, der Germanistin Lieselotte Blumenthal, Henry Glade, Alfred Kantorowicz, Siegfried Lenz, Golo Mann, Fritz Martini, Will Schaber, Gabriele Tergit und Anna Seghers geführt und Rechercheanfragen gestellt, die nach Angaben der Deutschen Nationalbibliothek im Deutschen Exilarchiv 1933–1945 archiviert worden sind. Zum Inhalt des Archivs gehören ferner Arbeitsunterlagen zu weiteren Themen, wie der Verleihung des Thomas-Mann-Preises 1979 an Uwe Johnson oder den Beiträgen im Rahmen seiner Arbeit für das Mitteilungsblatt des Arbeitskreises Heinrich Mann. Die in mehreren seiner Werke formulierten Erkenntnisse zum „Kreis von Münster“ werden der gegenwärtigen Forschung ebenso zu Grunde gelegt wie die von Sudhof mit herausgegebenen Briefeditionen zu Friedrich Heinrich Jacobi und der Briefwechsel zwischen Sophie Brentano und Christoph Martin Wieland. Seine Arbeiten zur Exilliteratur wirken in der wissenschaftlichen Auseinandersetzung genau so fort wie die Ansichten zu Sophie Brentano oder seine Erkenntnisse und Korrekturen zum Werk von Johann Caspar Lavater.

## Werke (Auswahl)

### Verfasser
- Die Legende der hl. Katharina von Alexandrien. Untersuchung und Texte unter Zugrundelegung der Bielefelder Handschrift. Dissertation, Tübingen 1952.
- Der späte Brentano. Eine Richtigstellung. In: Deutsche Vierteljahrsschrift für Literaturwissenschaft und Geistesgeschichte, Band 31, 1957, S. 101–105.
- Die Legende. Ein Versuch zu ihrer Bestimmung. In: Studium generale. Zeitschrift für interdisziplinäre Studien, Heft 11, 1958, S. 691–699.
- Herder und der „Kreis von Münster“. Ein Beitrag zur Beurteilung von F. L. Stolbergs Konversion. In: Görres-Gesellschaft zur Pflege der Wissenschaft (Hrsg.): Literaturwissenschaftliches Jahrbuch, Band 1, Duncker & Humblot, Berlin 1960, S. 133–147.
- Die Edition der Werke F. H. Jacobis. Gedanken zur Neuausgabe des „Allwill“. In: Renate Stauf (Hrsg.): Germanisch-romanische Monatsschrift (GRM), N.F. 12, Winter Verlag, Heidelberg 1962, S. 243–253.
- Der zweite Aufenthalt der Fürstin Gallitzin in Weimar. In: Euphorion. Zeitschrift für Literaturgeschichte, Nr. 56, 1962, S. 200–202.
- Über Gerhard Kaiser: Pietismus und Patriotismus im literarischen Deutschland. Ein Beitrag zum Problem der Säkularisation. Wiesbaden 1961. Rezension, in: Euphorion. Zeitschrift für Literaturgeschichte. Nr. 56, 1962, S. 324–327.
- Goethes Autographen-Sammlung. Katalog. Bearb. v. Hans-Hoachim Schreckenbach. Weimar 1961. Rezension, in: Renate Stauf (Hrsg.): Germanisch-romanische Monatsschrift (GRM), N.F. 14, Winter Verlag, Heidelberg 1964, S. 116–118.
- Heinrich Mann. In: Deutsche Dichter der Moderne. Ihr Leben und Werk. 1965, S. 92–111.
- Brentano-Studien. Zusammengestellt von Siegfried Sudhof. In: Literaturwissenschaftliches Jahrbuch. N.F. 6, 1965, S. 121–154.
- Brentano oder Luise Hensel? Untersuchungen zu einem Gedicht aus dem Jahre 1817. Vater, Vater willst du mich nicht hören. In: Festschrift Gottfried Weber zu seinem 70. Geburtstag überreicht von Frankfurter Kollegen und Schülern, 1967, S. 255–264.
- Brentano in Weimar. (1803) Brentano und Sophie Mereau in Weimar. In: Zeitschrift für deutsche Philologie (ZfdPh), Nr. 87, 1968, S. 196–218.
- Goethe und Friedrich Leopold Stolberg. In: Festschrift für Detlev W. Schumann zum 70. Geburtstag. Mit Beiträgen von Schülern, Freunden und Kollegen, 1970, S. 97–109.
- Germanistik und Exilliteratur. Die Exilliteratur als Gegenstand germanistischer Forschung. In: Akzente. Zeitschrift für Literatur. Heft 19. 1972, S. 130–139.
- Von der Aufklärung zur Romantik. Die Geschichte des „Kreises von Münster“. Erich Schmidt, Berlin 1973, ISBN 3-503-00722-9.
- Brentanos Gedicht „O schweig nur Herz!...“ Zur Tradition sprachlicher Formen und poetischer Bilder. in: Zeitschrift für deutsche Philologie (ZfdPh), Nr. 93, 1973, S. 211–231.
- Die Flucht ins Mittelmäßige. Ein New Yorker Roman von (Oskar Maria Graf). In: Oskar Maria Graf. Beschreibung eines Volksschriftstellers, 1974, S. 180–190.
- Merkwürdigkeiten um eine Rezension: Zu Johann Georg Hamanns Urteil über Thomas Wizenmanns Buch „Die Resultate der Jacobischen und Mendelssohnschen Philosophie“ 1786. Die Rezension war am 26. und 27. Mai 1786 in der „Allgemeinen Literatur-Zeitung“ erschienen. In: Jahrbuch der Sammlung Kippenberg, Neue Folge Nr. 3, 1974, S. 148–157.
- Brief und Gegenbrief als Problem der Brief-Edition. In: Probleme der Brief-Edition. Kolloquium der Deutschen Forschungsgemeinschaft, Schloss Tutzing am Starnberger See, 8.–11. September 1975, Referate und Diskussionsbeiträge, 1977, S. 27–40.
- Gottfried Weber zum 80. Geburtstag. In: Wirkendes Wort. Deutsche Sprache und Literatur in Forschung und Lehre, Heft 27, 1977, S. 226.
- Karl Philipp Fohrs Zeichnung zu Clemens Brentanos „Gockelmärchen“. Gockel, Hinkel und Gackeleia. Mit Abbildung der Zeichnung. In: Euphorion, Zeitschrift für Literaturgeschichte. - Nr. 72, Heidelberg 1978, S. 513–517.
- Der Begriff der Tragödie und des Tragischen bei (Friedrich von) Schiller. In: Görres-Gesellschaft zur Pflege der Wissenschaft (Hrsg.): Literaturwissenschaftliches Jahrbuch, Band 19, Duncker & Humblot, Berlin 1978, S. 65–76.
- Editionsprobleme bei Exilschriftstellern und NS-Autoren. In: Deutsche Exilliteratur, Literatur im Dritten Reich. Akten des II. Exilliteratur-Symposiums der University of South Carolina, 1979, S. 12–27.
- postum erschienen: Probleme der Edition bei Heinrich Mann. In: Nachlass- und Editionsprobleme bei modernen Schriftstellern. Beiträge zu den internationalen Robert-Musil-Symposien Brüssel 1976 und Saarbrücken 1977, Lang, Bern / Frankfurt a. M. / Las Vegas 1981, S. 99–106.
- postum erschienen: Wilhelm Heinrich Wackenroder. In: Benno von Wiese (Hrsg.): Deutsche Dichter der Romantik. Ihr Leben und Werk. 2. überarbeitete und vermehrte Auflage, Erich Schmidt, Berlin 1983, ISBN 3-503-01664-3, S. 88–106, Digitalisat bei google books.

### Herausgeber
- Der Kreis von Münster. Briefe und Aufzeichnungen Fürstenbergs, der Fürstin Gallitzin und ihrer Freunde.1769-1788. 1. Hälfte: Texte. 2. Hälfte: Anmerkungen. Aschendorff Verlag, Münster 1964 (1. Hälfte: 1962, 2. Hälfte: 1964), ISBN 978-3-402-05925-8.
- mit Michael Brüggen (Hrsg.): Friedrich Heinrich Jacobi, Band 1, Briefwechsel 1762–1775. frommann-holzboog Verlag, Stuttgart 1981, ISBN 978-3-7728-0797-8.
- mit  Peter Bachmaier / Michael Brüggen / Reinhard Lauth: Friedrich Heinrich Jacobi, Band 2, Briefwechsel 1775–1781. frommann-holzboog Verlag, Stuttgart 1983, ISBN 978-3-7728-0861-6

### Mitarbeit
- Johann Wolfgang von Goethe: Sämtliche Werke. In: Peter Boerner (Hrsg.): dtv-Gesamtausgabe. Verfasser des Nachworts: Siegfried Sudhof, Deutscher Taschenbuch-Verlag, München 1962.